# 谋杀推理游戏
谋杀推理游戏（又译“谋杀之谜”）是派对游戏的一种。 其中一名玩家秘密扮演杀人犯，而其他玩家则必须确定他们中谁是罪犯。谋杀推理游戏通常会在整个游戏过程中涉及对客人的实际“谋杀”，或者以“死亡”开头，然后将其余时间用于调查。
一般的谋杀推理游戏通常是在一群人中进行，例如 6-20 人。

## 起源
犯罪小說类型始于十九世纪上半叶。派对游戏眨眼谋杀至少可以追溯到二十世纪初，其中一名玩家被秘密选为杀人犯，能够通过向其他玩家眨眼来“杀死”他们。被杀的玩家在“死亡”之前必须数到五，而凶手则试图避免被发现。
1937 年，第一款谋杀推理游戏“Jury Box”发布。  在这个游戏中，玩家或陪审员会看到谋杀场景、地区检察官和被告提供的证据、两张犯罪现场照片以及选票。当玩家们决定谁有罪后，真正的解决方案就会被读出。
妙探尋兇是第一款谋杀推理棋盘游戏， 玩家的目标是找出凶手。它于 1948 年发行，流行至今。
最早的角色扮演谋杀推理游戏以“How To Host”盒装版出现于 20 世纪 80 年代。这些场景通常比现代游戏更简单，表演方向最少，游戏依赖于客人对彼此问题的即兴回答。
1986 年，迪米特里·大卫杜夫 (Dimitry Davidoff) 创造了派对游戏《黑手党》 ，玩家坐在一个房间里，一些秘密黑手党成员密谋在夜间闭目“谋杀”无辜的玩家。这催生了一种社交推理游戏，玩家试图揭开一个秘密小组。

## 游戏玩法

### 晚宴派对游戏

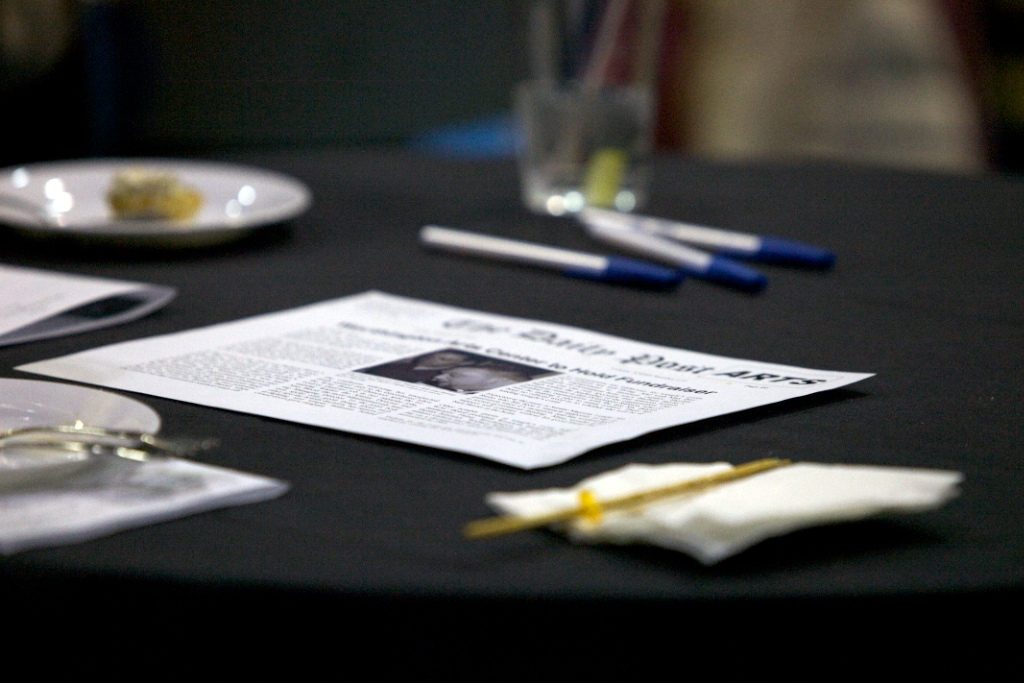
真人谋杀推理游戏的报纸文章道具

现代派对谋杀推理游戏的结构通常是让每位客人平等参与。谋杀推理派对游戏套件可以采用剧本式游戏或互动式游戏的形式。 玩家的偏好将取决于他们希望派对如何进展。剧本式游戏是指一小群人围坐在桌子旁，玩有计划的谋杀推理；而互动式游戏的设置类似于派对，玩家必须寻找线索来找出凶手，而不是剧本。
在剧本式谋杀推理游戏中，参与者被准确告知要说什么以及什么时候说。他们通常会得到介绍性陈述、要问的问题、要给出的答案，偶尔还会有一些共同的对话来打破僵局。人物信息通常以小册子的形式出现，人们会在整个晚上阅读这些小册子，通常是围着桌子轮流阅读，其唯一目的是解决谋杀案。这些游戏在 20 世纪 90 年代因“How To Host”盒装版桌游而流行。剧本式游戏中没有即兴发挥的余地；玩家可以扮演他们的角色，但互动仅限于游戏中提供的信息。
在互动式谋杀推理游戏中，向客人提供角色背景和机密信息。与剧本式游戏不同的是，它有很多次要情节，目标不仅仅是解决谋杀案。派对期间通常有晚宴，但客人并不局限于围坐在桌子旁，还可以随意走动，随时随地与任何人交谈。他们被授予审问、执行行动或与其他客人一起参与活动的许可，这将有助于他们解决案件或实现自己角色的目标。互动式游戏允许即兴发挥，并允许玩家将他们的角色带向自创的方向。有些游戏会让凶手提前知道他们就是凶手，而另一些游戏则会让凶手保守秘密，直到在解决方案回合中告诉其他人。
6到20人以上的游戏通常需要2到3个小时以上，玩家利用角色手册和线索（即游戏内容）通过问题、答案、提示、证据和线索来深入了解谋杀案的背景。这些都是为了引出越来越多的有关谋杀的信息，直到玩家能够提出他们认为有罪的一方是谁。
通常情况下，主持人会邀请玩家打扮成游戏场景中列出的嫌疑人之一参加聚会，并准备扮演其中一名嫌疑人。剧本式游戏通常在三道菜的晚宴上进行，而互动式游戏则可以以混合风格的形式进行，包括小食、自助餐或坐下来的晚宴。

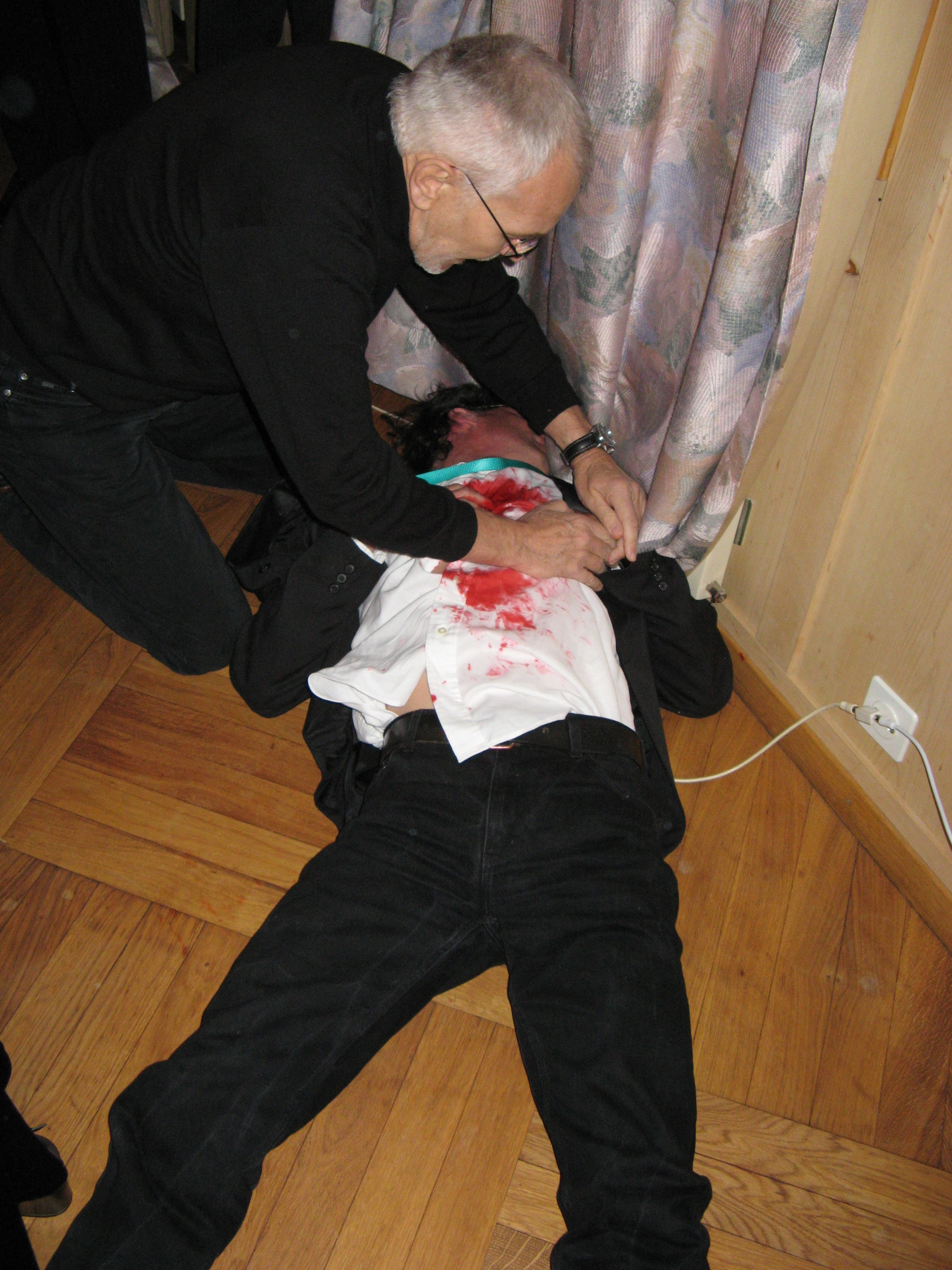
一名演员在真人谋杀推理游戏中装死

互动式游戏也用于团队建设。公司和教会团体发现它们是培养良好沟通技巧和在个人之间建立更密切关系的良好资源。游戏的组织者可以根据他们对客人的了解来分配角色和人物。

### 大型谋杀推理游戏
因为不是每个人都能在大型游戏中扮演角色，所以“嫌疑人”的角色通常交给演员，他们学习剧本或即兴表演，逐渐向其他客人揭示凶手是谁。演员们对案件的各个方面都完全“了解”。
剩下的嘉宾将扮演侦探的角色，通过审查证据、寻找线索、跟踪、询问嫌疑人，积极破案将是他们的“工作”。
大型游戏活动可以通过多种方式举办，包括：
- 在一个房间的舞台上，演出戏剧。
- 演员们在嘉宾中“沉浸式”表演。

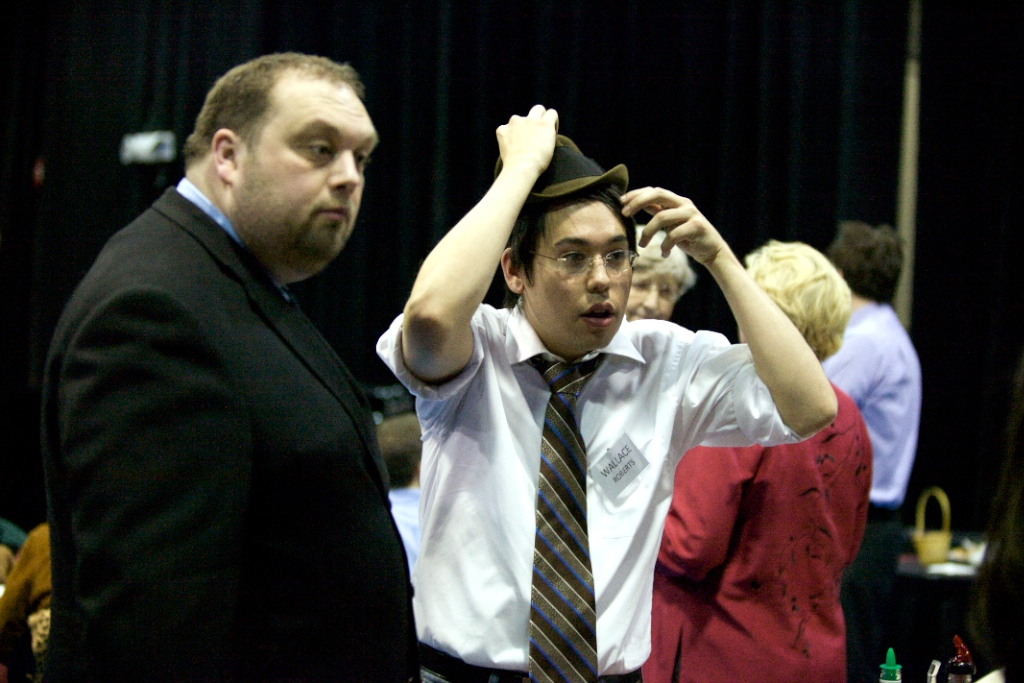
身着盛装的玩家参与谋杀推理游戏

- 在多个房间内，线索散布在整个场地，嫌疑人分布在不同区域。
- 作为更传统的纸牌游戏，向客人提供线索卡，每张卡上都有大量信息。
- 采用视频形式，在观看可疑视频后提供证据。
- 结合剧本和线索证据。

大型游戏通常在租用的场地、餐厅、酒店或工作场所进行。它们经常用于筹款活动、团队建设和公司活动。
谋杀推理演出的现场版本，客人作为付费观众出席酒店等商业场所，有时被归类为晚宴戏剧或推理晚宴，而不是谋杀推理游戏。
不过，也有专为超过 200 名客人设计的互动式游戏。通常，这些活动的举办方式与其他形式的互动式游戏类似，但游戏中的某些角色会组成团队，以便团队中的每个人都能发挥作用。

### 剧本杀
剧本杀在 2010 年代末在中国流行起来，玩家围坐在桌子旁，阅读剧本来推断谁是凶手。一些场馆提供“沉浸式剧本杀”游戏，玩家穿着戏服，场馆工作人员扮演非玩家角色。 这些游戏的灵感来自西方的谋杀推理晚宴派对。 
截至2022年初，全国剧本杀场馆数量已超过3万个。 

## 版本
- 剧本式游戏或回合制游戏通过在整个游戏过程中发布信息来工作。随着游戏的进展，每个角色都会得知一些关于情节和他们的参与的新东西。每个回合，玩家都会提出特定问题，或者可能会阅读剧本。这些通常在晚宴派对的餐桌上进行。
- 互动式谋杀推理游戏从一开始就为玩家提供了其角色的详细信息，但由角色决定如何解决谋杀案。玩家通常还有其他目标——例如在游戏结束时成为最富有的玩家。大多数人都会有与谋杀无关的秘密。这为玩家之间的互动提供了更多理由。这些游戏更适合自助餐或小食，因为一般来说，每个人都需要能够相互交流并与他人交谈而不被偷听。有些是在坐下来吃晚饭时进行的，只要饭后有时间让客人走动和交流。
- 基于视频或在线互动的推理游戏将使用视频来提供犯罪的背景故事，并可能提供证人证词或出示证据，让客人以更“游戏”风格的形式解决案件。这些游戏通常是在互联网上单独进行，有时也以较大的群体进行。
- 谋杀推理可以在网络论坛上进行，组织者私下通知凶手，凶手玩家必须在帖子上指责别人。在一轮结束时，组织者揭露凶手。
- 其他版本可能涉及改变犯罪的性质（特别是如果涉及年轻玩家），允许一些参与者提前知道某些事实（甚至是凶手的身份），或者有“情节转折”的意外事件发生，以帮助或阻碍调查。游戏可能包含寻宝游戏、谜题和需要解决的问题。

## 流行文化
恩盖奥·马什 (Ngaio Marsh) 于1934 年创作的悬疑谋杀案《死者》以英国乡间别墅举行的谋杀推理派对为背景，其中一名客人被匕首谋杀。 
在 1973 年的悬疑电影《最后的希拉》中，角色们在玩游戏时被分配了秘密角色，导致了可能的谋杀。该剧本基于编剧斯蒂芬·桑德海姆大学毕业后为朋友们创作的一款谋杀推理游戏，他“告诉每个人想出一种方法，在我们将在乡下一起度过的周末杀死其他人”。 
1985 年的喜剧悬疑电影《线索》根据同名棋盘游戏改编。影片讲述六位客人被邀请来到一座豪宅，并成为谋杀案调查的嫌疑人的故事。这部电影以多个结局上映，为犯罪提供了不同的解决方案。
2022 年电影《玻璃洋葱》以一位科技亿万富翁邀请朋友和網絡紅人到一个偏远的岛屿玩谋杀推理游戏作为开场。